# Aufist
Aufist (en árabe: أفتيسات‎, en francés: Aftissat) es una localidad del Sáhara Occidental controlado por Marruecos, en la provincia del Bojador. Hasta 1976 perteneció al Sahara español.